# Landsberger Bund (Steiermark)

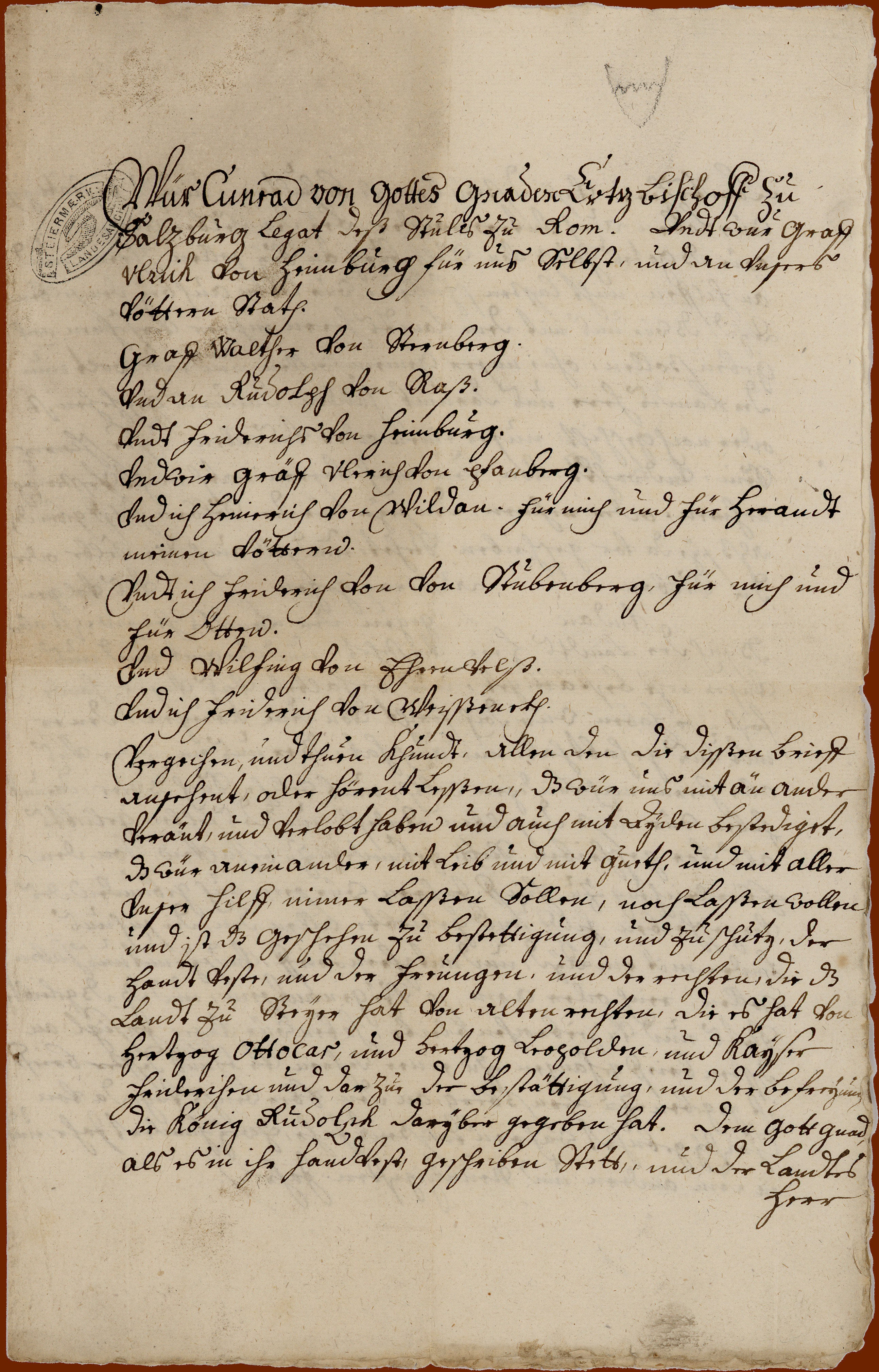
Abschrift der Bundesurkunde: Teilnehmer und Anfang, gestempelt „Steiermärkisches Landesarchiv“

Der Landsberger Bund war eine Verschwörung von Adeligen der Steiermark im Jahr 1292. Er richtete sich gegen Herzog Albrecht I. von Habsburg und hatte Unterstützer in Bayern, Salzburg und Kärnten. Die Verschwörung wird benannt nach dem ursprünglichen Namen der Burg Deutschlandsberg in der Weststeiermark.
Der auf dem Landsberger Bund beruhende Aufstand war vom militärischen Standpunkt aus betrachtet erfolglos, er war nach etwa zwei Monaten zusammengebrochen. Allerdings wurden die Forderungen der Beteiligten aus der Steiermark durch den siegreichen Albrecht weitgehend freiwillig erfüllt. Die Erwartungen ihrer Unterstützer erfüllten sich nicht. Die gegensätzlichen Interessen Salzburgs und der Habsburger blieben bestehen und führten zu weiteren Konflikten.

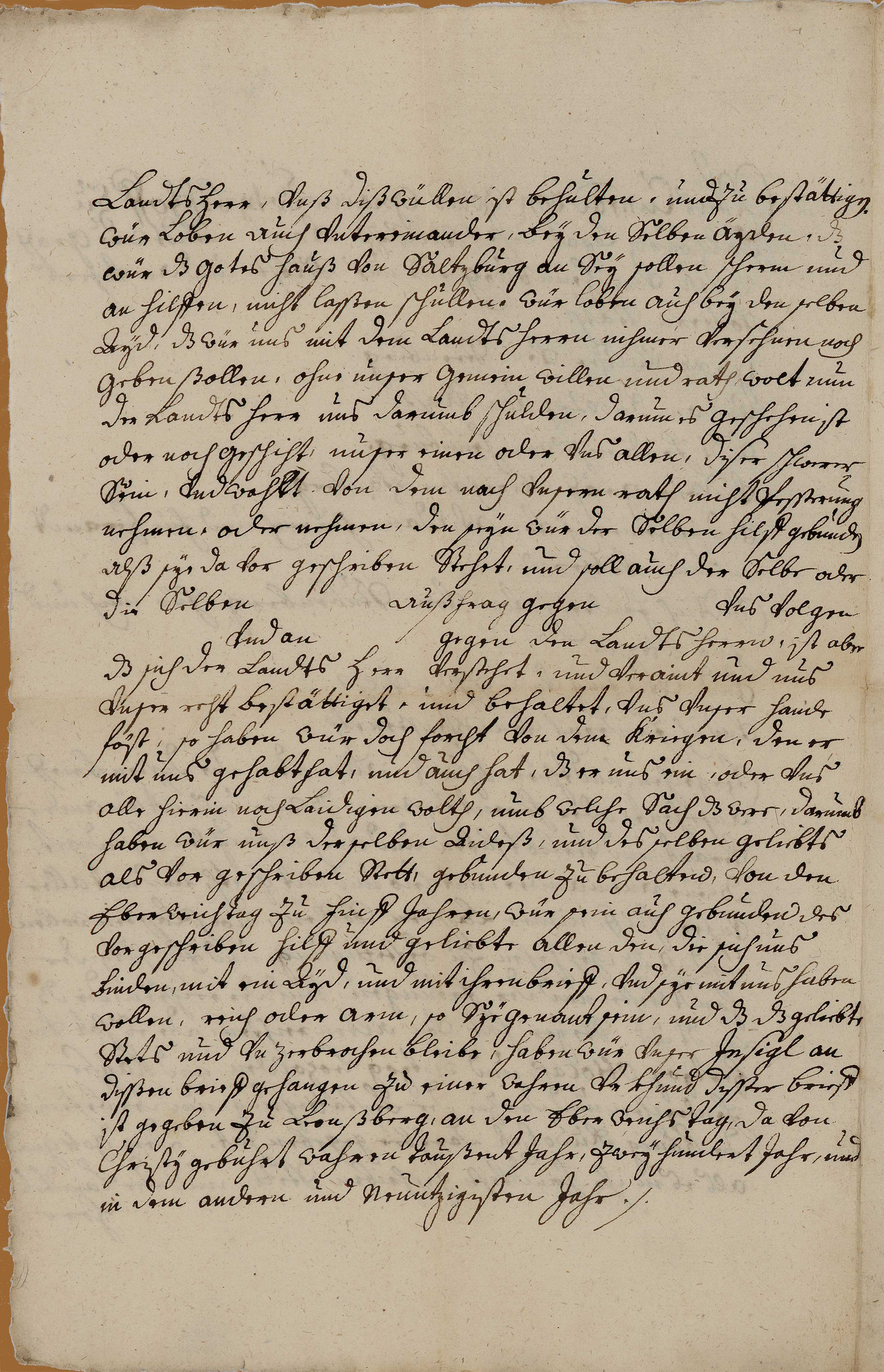
Schluss und Datum

Dieser Bund hat nichts zu tun mit dem Bündnis einiger Reichsstände in Süddeutschland 1556 bis 1599, das ebenfalls als „Landsberger Bund“ bezeichnet wird.

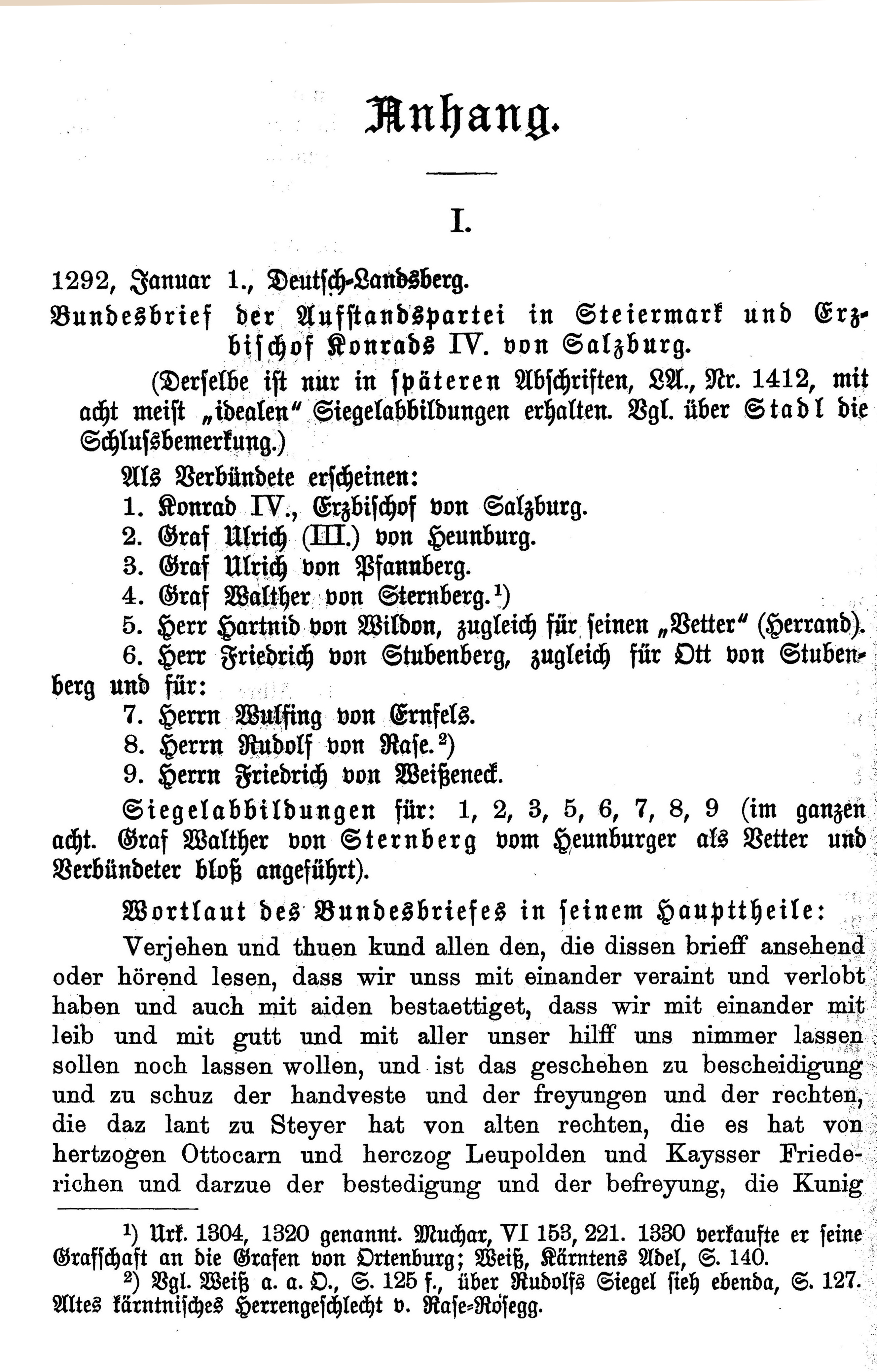
Druckfassung: Teilnehmer und Anfang

## Vorgeschichte

### Interregnum nach dem Ende der Babenberger-Herrschaft, Ottokar Přemysl
Mit Friedrich II. war 1246 der letzte in Österreich herrschende Babenberger gestorben. Die Babenberger waren auf Grundlage der Georgenberger Handfeste seit 1192 auch Herzöge der Steiermark gewesen und hatten in diesem Vertrag wichtige Rechtsgrundlagen des Herzogtums Steiermark festgehalten.
Nach den Babenbergern hatte sich in den südöstlichen Gebieten des Heiligen Römischen Reichs während des Interregnums zunächst König Ottokar von Böhmen durchgesetzt. Er war 1251 zum Herrscher von Österreich geworden. Durch den Frieden von Wien wurde er 1261 Herzog der Steiermark, 1269 durch den Erbvertrag von Podiebrad auch Herzog von Kärnten. Damit waren diese Länder Innerösterreichs erstmals in einer Hand vereinigt. Ottokar starb 1278 in der Schlacht bei Dürnkrut und Jedenspeigen gegen die Truppen Rudolf von Habsburgs, der 1273 zum römisch-deutschen König gewählt worden war.

### Beginn der Habsburger-Herrschaft
Rudolf von Habsburg herrschte zunächst selbst in Österreich und der Steiermark und setzte 1282 seine Söhne Albrecht und Rudolf als Herrscher ein. Ab 1283 war Albrecht Alleinherrscher. Mit Kärnten wurde 1286 Albrechts Schwiegervater Meinhard von Görz-Tirol belehnt. Österreich, Steiermark und Kärnten blieben damit im Einflussbereich der Habsburger bzw. ihrer Familie.
Albrecht wurde bald unbeliebt. Grund dafür war die Bevorzugung von Unterstützern aus seiner schwäbischen Heimat (zu der damals auch weite Teile der deutschsprachigen Schweiz mit dem Stammsitz der Habsburger gehörten) und sein Bestreben, die Hausmacht der Habsburger zu verstärken. In der Steiermark wurde Albrecht vorgeworfen, die Erbhuldigung nicht durchgeführt zu haben und das Verhalten seines Stellvertreters (Landeshauptmanns, Landesverwesers) Abt Heinrich von Admont zu unterstützen. Dieser Abt hatte sich Unmut zugezogen, weil er den Auftrag hatte, landesfürstliche Besitzungen wieder dem Landesherrn zurückzuschaffen, nachdem sie in den vergangenen Wirren unberechtigt in verschiedene Hände gelangt waren. Diese Vorgangsweise war nicht neu, sie setzte die Revindikationspolitik Rudolfs fort. Albrecht hatte dazu allerdings einen Schutzbrief ausgestellt, durch den auch Verhaftungen, die Erhebung von Abgaben und das Einziehen von Burgen gedeckt waren. Auf dieser Basis war der Abt wiederholt auch mit Gewalt vorgegangen, so gegen die Burg Pernegg. Abt Heinrich war als „Leuteschinder übelster Art“ verhasst geworden und wurde als „des Teufels Kaplan und Fensterbloch“ bezeichnet.

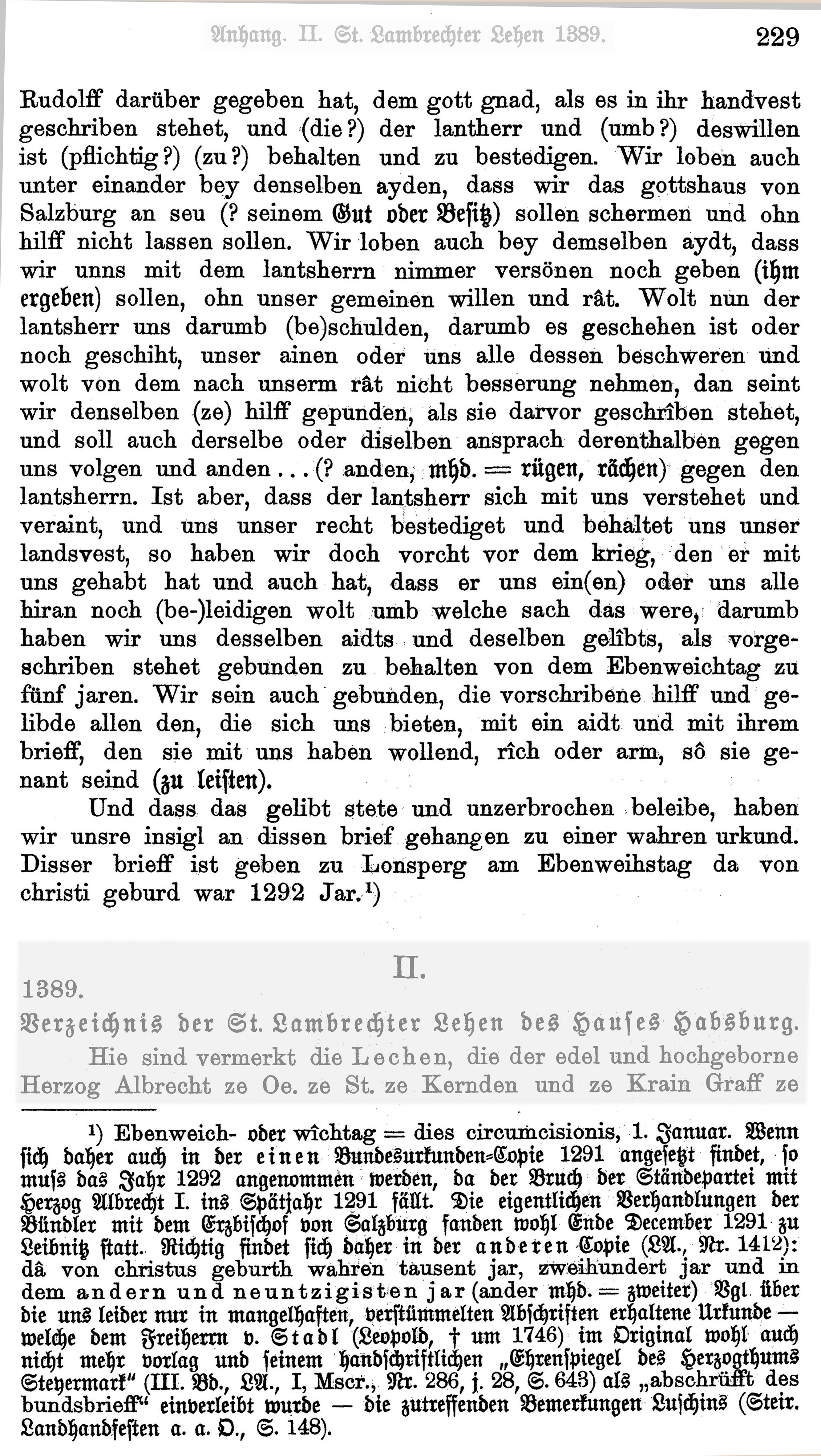
Schluss mit Datum und Anmerkung zur Jahresangabe

Die Unterstützung, die steirische Adelige den Habsburgern im Reiner Schwur gegen König Ottokar „einmütig und unter allen Umständen mit Leib und Gut“ zugesagt hatten, war bereits nach einigen Jahren deutlich geringer geworden. Einige Teilnehmer am Reiner Schwur 1276 waren 16 Jahre später Verbündete im Landsberger Bund.
In der Regierungszeit Albrechts war das Andenken an König Ottokar in Österreich und der Steiermark bei Teilen des Adels in positiver Erinnerung, obwohl eine Reihe österreichischer und steirischer Adeliger an der Seite Rudolfs von Habsburg gegen Ottokar gekämpft hatte. Die Regierungszeit Ottokars wurde Albrecht als Gegenbeispiel vorgehalten.

### Spannungen mit Salzburg
Albrecht versuchte, Besitzungen des Erzbistums Salzburg in der Steiermark unter seine Kontrolle zu bekommen und geriet damit in Konflikt zu Salzburg. Die Salzburger Exklaven in der Obersteiermark (im Ennstal), in der Weststeiermark (um das Sulmtal und das Laßnitztal) und in der Untersteiermark (bei Pettau, Gurkfeld und Rann) bildeten einen „Staat im Staate“ in der Steiermark. Dabei ging es auch um den ertragreichen Handel mit Salz aus den Salinen des Salzkammergutes. Sein Vater Rudolf von Habsburg hatte Albrecht 1290 die mit Salzburg strittige Vogtei über Güter des (von Salzburg aus gegründeten) Stiftes Admont inner- und außerhalb Österreichs und der Steiermark zuerkannt. Das hatte Albrecht eine Machtstellung im Einflussbereich Salzburgs gebracht. Rudolf hatte in diesem Zusammenhang erklärt, dass das Erzstift Salzburg auf die Vogtei des Klosters Admont (und damit dessen Güter) nicht mehr Rechte besitze als jene, die Salzburg (bereits) den österreichischen Herzögen zu Lehen gegeben habe.
Bereits vor dem Landsberger Bund war es 1289/1290 wegen ungeklärter Hoheitsverhältnisse zu Kämpfen im Ennstal (dem „Salzkrieg“) und zur Zerstörung der Burg Neuhaus (Trautenfels) im oberen Ennstal gekommen. Dieser Streit war noch durch Rudolf am 19. Juni 1290 in Erfurt im Wesentlichen zugunsten seines Sohnes Albrecht entschieden worden. Streitigkeiten um die Besetzung des Salzburger Bischofsamtes nach dem Tod des Bischofs Rudolf von Hoheneck folgten. Der spätere Bischof Konrad aus Salzburg war zum persönlichen Gegner Abt Heinrichs von Admont geworden, der sich ebenfalls um den Salzburger Bischofsstuhl beworben hatte.

### Bayern und Ungarn
Für Bayern gab es ebenfalls Gründe dafür, den Einfluss der Habsburger (und der ihnen zugerechneten Meinhardiner in Kärnten) zu beschränken: Es gab Ansprüche Herzog Ottos aus Niederbayern auf die Herrschaft in Ungarn. Der Besitz der Steiermark hätte den bayrischen Herzögen einen Weg nach Ungarn möglich gemacht, der vollständig im eigenen Machtbereich gelegen wäre. Auf diesem Weg über das Salzach-, Enns-, Kammer- und Murtal wären keine Aufwände für Mauten und Zölle an fremde Herrschaften entstanden. Transporte und Reisende zwischen Bayern und Ungarn hätten nicht das Alpenvorland, in dem die gegnerischen Habsburger regierten, durchqueren müssen. Auch hohe (im Winter auf Monate unpassierbare) Alpenpässe wären nicht zu benützen gewesen, weil mit dem Schoberpass der niedrigste Übergang über die Alpen zur Verfügung gestanden wäre. Salzburg war in dieser Zeit erst dabei, sich von Bayern zu lösen, es erhielt erst später im Jahr 1292 durch Adolf von Nassau als geistliches Fürstentum, „principatus pontificalis“, die volle Gerichtshoheit. Die Steiermark war ursprünglich ohnedies bayrisches Gebiet gewesen: Sie war 1180 von Bayern getrennt worden. 1254 war sie in weiten Teilen zu Ungarn gekommen. 1261 fiel sie an König Ottokar und nach ihm an die Habsburger. Das Interesse an der Rückgewinnung der Steiermark durch Bayern bewirkte, dass die Verschwörer militärisch aus Bayern unterstützt wurden.
Die Habsburger waren ebenfalls an der Beherrschung Ungarns interessiert und damit zu Konkurrenten der bayrischen Herzöge geworden. Der Kampf um Ungarn war eine große Belastung für Albrecht. Er hatte nach der Güssinger Fehde am 28. August 1291 im Frieden von Pressburg bereits die Stadt Pressburg, Güssing und andere Gebiete an die Ungarn rückerstatten müssen und es war vorgekommen, dass Streitkräfte aus Ungarn an Wien vorbei bis an die Enns und damit in die Nähe des Einflussbereiches von Bayern und Salzburg gelangt waren.

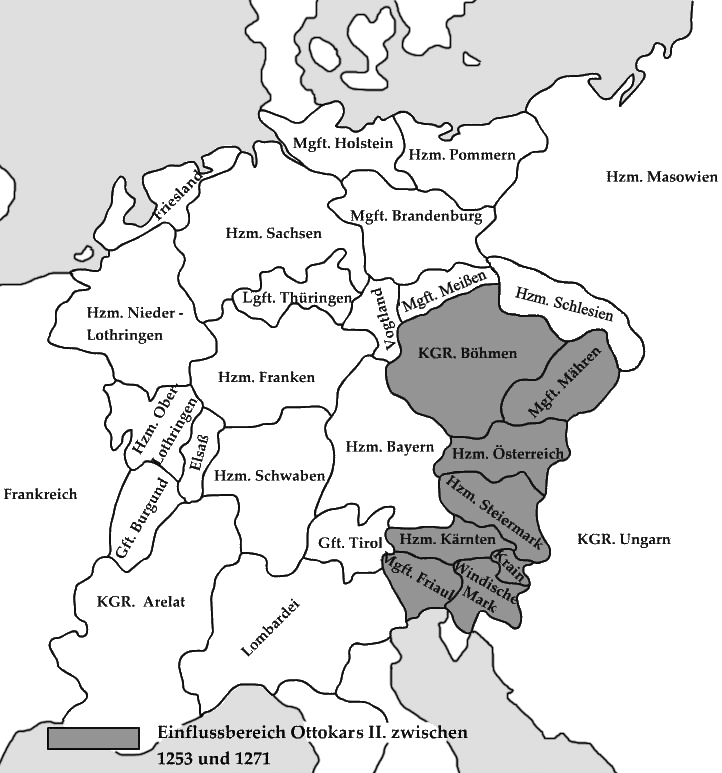
Im 13. Jahrhundert bot die Steiermark eine Verbindung zwischen Bayern und Ungarn, ohne Österreich durchqueren zu müssen

### Verkehrswege
Ein weiterer Grund für das Entstehen von Spannungen lag darin, dass von Bayern und Salzburg aus danach gestrebt wurde, die Alpenpässe Richtung Süden zu beherrschen, so z. B. die Tauernpässe und damit die Verkehrsverbindungen nach Oberitalien und zur Adria. Die Machtvermehrung der habsburgfreundlichen Meinhardiner in Kärnten (und Tirol) war für diese Bestrebungen unangenehm geworden. Andererseits waren die Habsburger daran interessiert, die Verbindungen zwischen ihrem Stammland im Herzogtum Schwaben und ihren neuen Besitzungen im österreichischen Osten zu kontrollieren. Ihre Beziehungen zu Kärnten und der Besitz der Steiermark waren dazu wichtige Schritte. Eine Steiermark, die im Einflussbereich Bayerns gelegen wäre, hätte den Habsburgern auch in diesem Zusammenhang große Nachteile gebracht.
Die inneralpinen Wege, mochten es auch teilweise nur Saumwege gewesen sein, waren in dieser Zeit wichtiger als in späteren Jahrhunderten: Die Straßen waren schlecht, ein Pferd konnte selbst mit Wagen nur etwa das zweifache Gewicht transportieren wie ein Saumtier ohne Wagen, das nur einen schmalen Weg benötigte. Diese Wege verloren erst später mit dem Abflauen der kriegerischen Ereignisse, dem Aufkommen der wirtschaftlichen Stellung der Städte (Städtebünde), der Festigung des Sitzes der Habsburger für das Gebiet um Wien und der Verbesserung des Wagenmaterials ihre Bedeutung.

### Entwicklung in der Schweiz: Bundesbrief 1291
In der Schweiz war Anfang August 1291 ein Bund geschlossen worden, der gegenseitige Beistandspflichten gegen unrechtmäßige Eingriffe in die Rechte der Bündnispartner umfasste. Dass dieser Bund eine Anregung für das Bündnis der steirischen Adeligen gab, wird in der Steirischen Reimchronik behandelt und trotz mancher Zweifel als wahrscheinlich gesehen. Gleichzeitig mit dem Aufstand in der Steiermark kam es 1291/92 zu Aufständen gegen Herzog Albrecht in der Schweiz.

## Organisation

### Beteiligte
Der Landsberger Bund war eine Verschwörung einer Gruppe von Adeligen, kein allgemeiner Aufstand. Es beteiligten sich auch nicht alle steirischen Adeligen daran.
Als Anführer der Gruppe werden Ulrich von Pfannberg, Friedrich von Stubenberg und Hartnid von Wildon genannt. Das Erzbistum Salzburg hatte eine führende Rolle, die als Patronanz oder Vorsitz bezeichnet wird und die sich auch in der Formulierung des Bundesbriefes ausdrückt. Der beteiligte Bischof von Seckau war Leopold. Teilnehmer an den Beratungen, die zum Landsberger Bund führten (wobei die Aufzählung in den vorliegenden Texten unterschiedlich ist), waren der Besitzer der Burg (Deutsch-)Landsberg, Erzbischof von Salzburg Konrad und von Seiten der Steirer Graf Ulrich von Pfannberg, Graf Walther von Sternberg, Herr Hartnid von Wildon (für sich und seinen Vetter Herrand), Herr Friedrich von Stubenberg (für sich und für Otto von Stubenberg und Wulfing von Ernfels), Herr Rudolf von Raß und Herr Friedrich von Weißeneck. Verhandlungen in Leibnitz, dem Sitz des Salzburger Vizedomamtes, waren vorausgegangen.
Parallel dazu liefen Verhandlungen mit Herzog Otto von Niederbayern. Der Salzburger Erzbischof schloss mit ihm ein Bündnis. Otto wurde die Herrschaft über die Steiermark in Aussicht gestellt.
Die steirische Gruppe der Verschwörer fand mit Graf Ulrich von Heunburg, dem 1270 ernannten Kärntner Landeshauptmann, einen maßgeblichen Unterstützer, der ebenfalls als Anführer des folgenden Aufstandes bezeichnet wird. Ihm wurde nach Albrechts Absetzung die Markgrafschaft Saunien in der Untersteiermark versprochen.

### Urkunde

Abschrift der Bundesurkunde
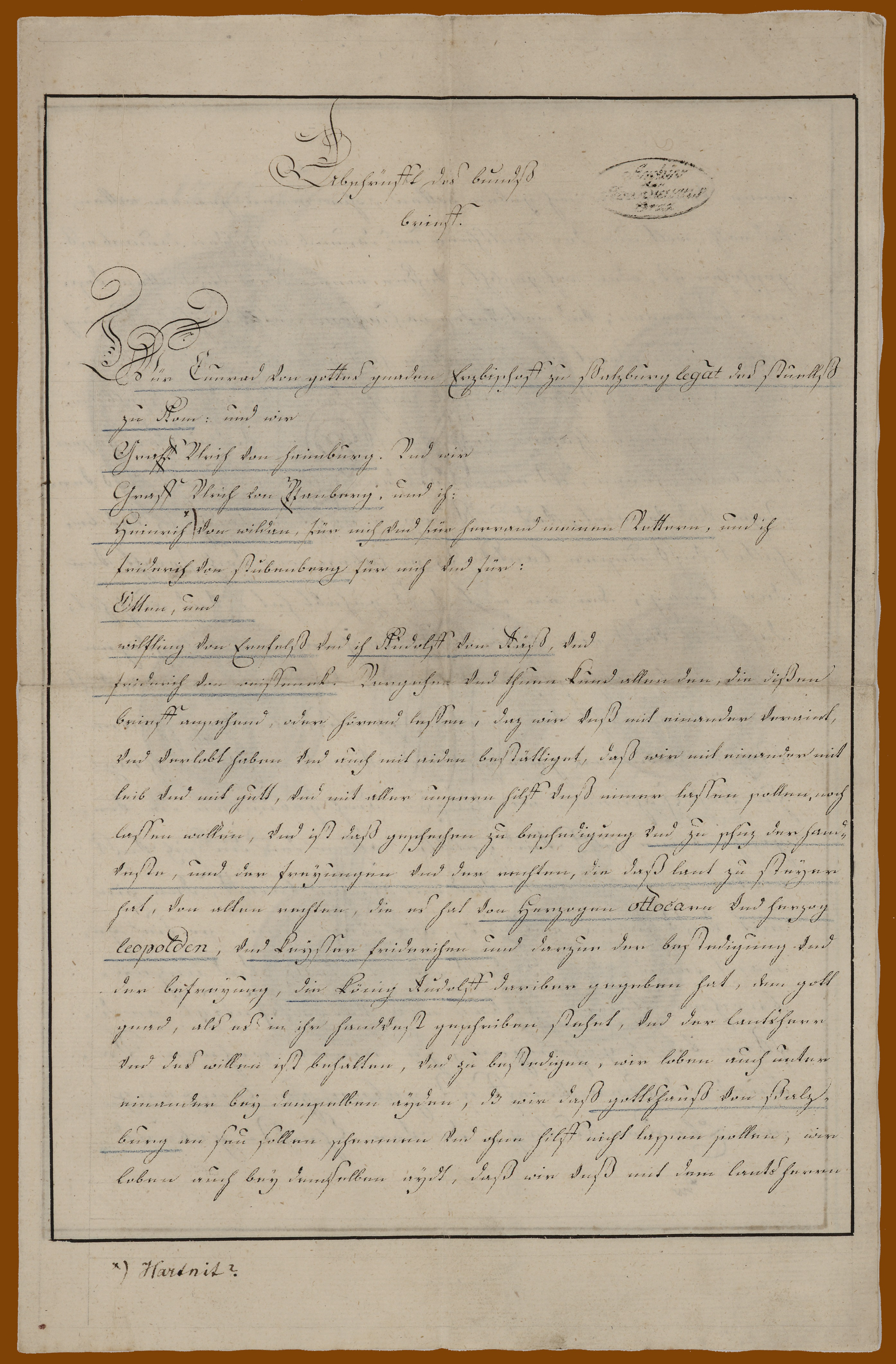
Teilnehmer und Anfang, gestempelt „Archiv des Joanneums Graz“
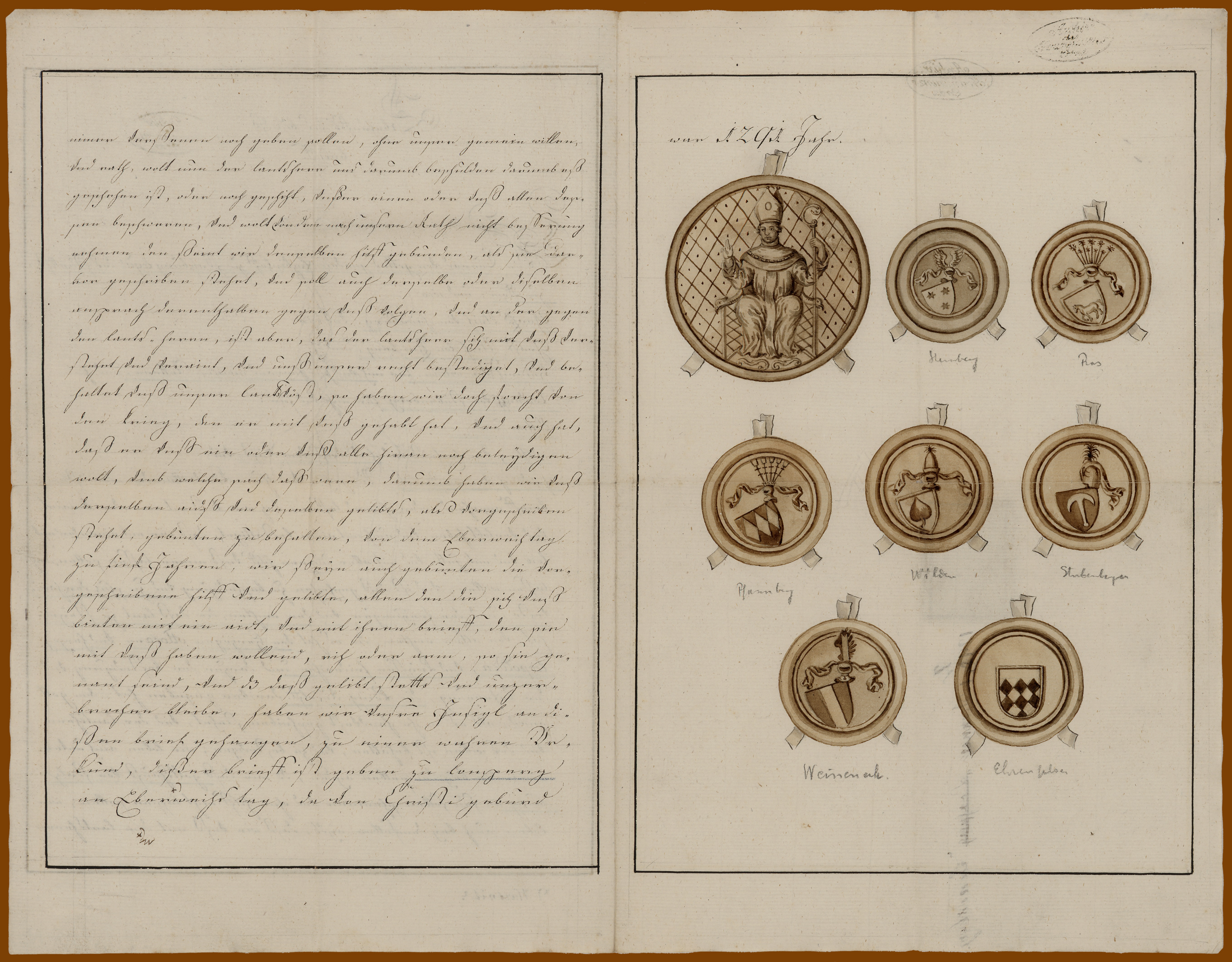
Schluss, Jahresangabe 1291 und schematische Wappenzeichnungen
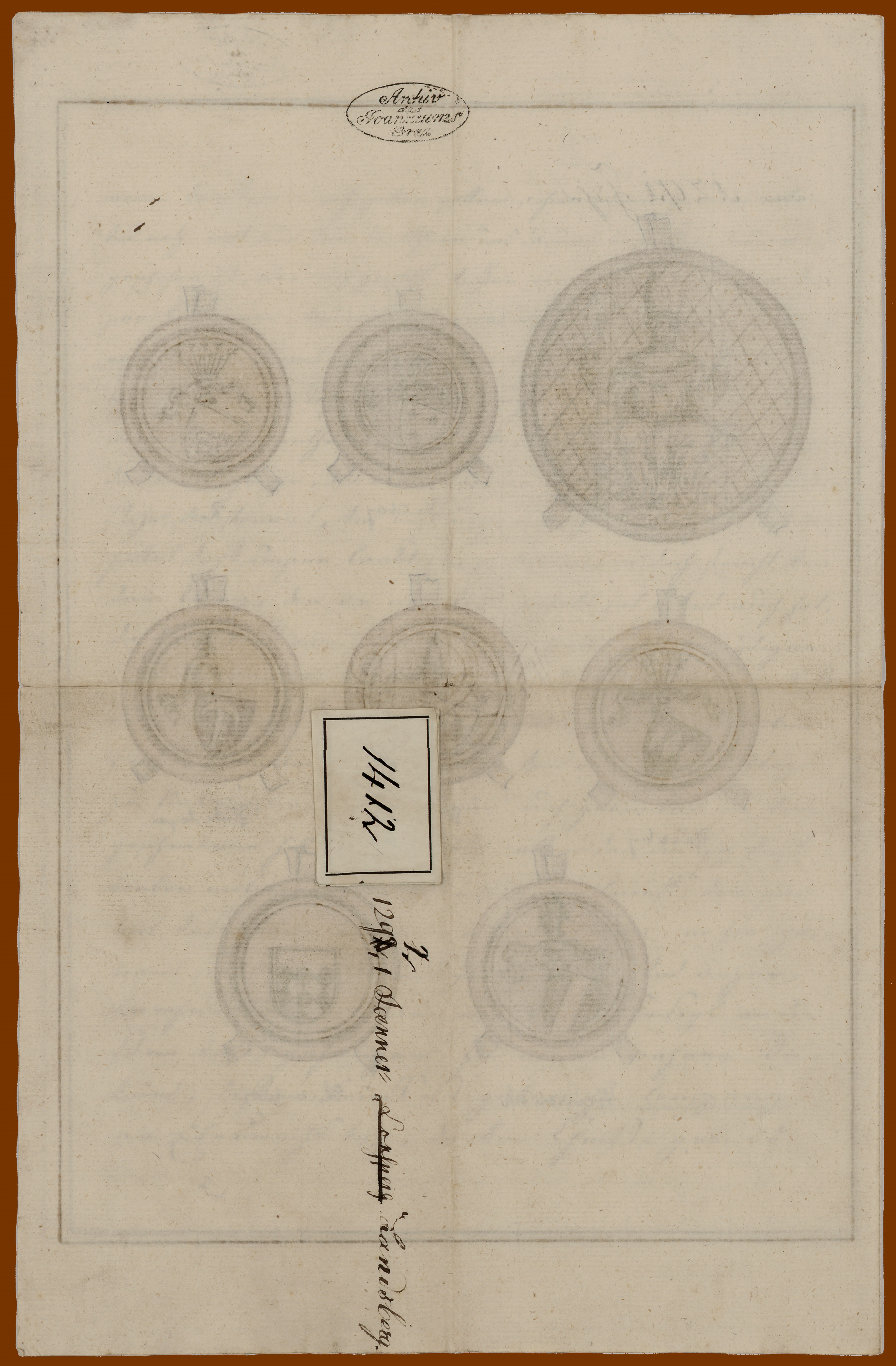
Umschlag mit Änderungen der Jahresangabe „1291“ in „1292“ und der Ortsangabe „Lonsperg“ in „Landsberg“

Grundlage des Bundes ist der „Landsberger Bundesbrief“, auch „Deutsch-Landsberger Bundesurkunde“ genannt, vom Ebenweihtag (1. Jänner) 1292. Nach einer anderen Quelle wurde der Bund am 2. Jänner besiegelt und beschworen. Das Original der Urkunde ist nicht erhalten. Urkundensprache und Beschreibstoff sind auch aus anderen Quellen nicht zu ermitteln und damit ebenso nicht, ob und inwieweit die vorhandenen Abschriften auf frühere Übersetzungen zurückgehen. Ein Autor nimmt an, dass das Original der Urkunde bei der Verfertigung einer Abschrift um 1731–40 noch vorhanden war, allerdings ist auch diese Abschrift verstümmelt. Ob das Original tatsächlich damals, im 18. Jahrhundert, noch vorlag, was ein anderer Autor bezweifelt oder ob es sich bei der Quelle dieser Abschrift nicht um eine noch frühere Abschrift der Originalurkunde handelte, ist nicht belegbar. Es ist möglich, dass das Original bereits beim Brand der Burg Deutschlandsberg Ende des 13. Jahrhunderts oder bei einer der späteren Eroberungen dieser Burg verloren ging. Abschriften der Urkunde (auch jene des Joanneums) befinden sich im Steiermärkischen Landesarchiv. Der Vertrag bzw. die auf ihm beruhende Verschwörung wird auch „Bündnis von Deutschlandsberg“, „Vertrag von Deutschlandsberg“, „Deutschlandsberger Bund“ bzw. „Deutsch-Landsberger Bündnis“ genannt, obwohl Ort und Burg damals Landsberg genannt wurden. Die im Lemma gewählte Bezeichnung wird (für den Abschluss im heutigen Deutschlandsberg) ebenfalls in der Literatur verwendet.
Die Bündnisurkunde verwendet, soweit sie in den Abschriften überliefert ist, als Ortsangabe den Namen „Landsberg“, was es für sich allein offen lässt, ob der Vertrag nicht vielleicht in (Windisch-)Landsberg in der Untersteiermark geschlossen wurde. Dieser Ort lag ebenfalls im Einflussbereich Salzburgs (dessen Suffragandiözese Gurk). Dafür liegen allerdings keine Hinweise vor. Windisch-Landsberg würde auch nicht besser als Deutschlandsberg zu den in der Literatur geschilderten Abläufen passen, weil es entfernt vom sonstigen Geschehen liegt. Das Gleiche gilt für Landsberg am Lech, das im Einflussbereich des Bündnispartners aus Bayern lag. Ob die Verschwörung ursprünglich einen Namen hatte und wie er lautete, ist unbekannt.
Der Text der Urkunde bezieht sich auf die Rechtsstellung der Steiermark, wie sie von den Traungauern unter Herzog Ottokar, den Babenbergern unter Herzog Leopold und dem staufischen deutschen Kaiser Friedrich II. begründet und die auch von Rudolf von Habsburg anerkannt worden war. Im Bundesbrief wurde gelobt, Salzburg nicht im Stiche zu lassen und mit Albrecht I. keine Einzelvereinbarungen ohne Einverständnis der anderen Bundespartner zu treffen. Der Bund wurde auf fünf Jahre geschlossen. Nach den Regeln der Georgenberger Handfeste wären die Verschwörer verpflichtet gewesen, statt eines Aufstandes ihr Recht am Hof des deutschen Herrschers zu suchen. Allerdings war Rudolf I. am 15. Juli 1291 gestorben und im Winter 1291/92 die Wahl seines Nachfolgers nicht absehbar. Die Verschwörer hatten auch damit zu rechnen, dass ihr Widerpart Albrecht zum König gewählt würde und ihre Anträge schon deshalb erfolglos bleiben würden.

## Anlass
Bei einem Besuch Albrechts in Graz war es im Herbst 1291 zum Streit gekommen: Albrechts Vermögen war durch die Kämpfe um Ungarn aufgebraucht, er hatte die steirischen Landstände um finanzielle Unterstützung ersucht. Die Steirer waren dazu bereit, stellten allerdings Bedingungen: Es solle für fünf Jahre keine Münzentwertung geben und ihr Recht, Lehen auch in der weiblichen Linie weiterzugeben, sollte anerkannt werden. Dieses Recht war ausdrücklich in der Georgenberger Handfeste enthalten. Obwohl seine Berater ihm dazu rieten, lehnte Albrecht auf Rat des Abtes Heinrich von Admont, des steirischen Landesverwesers, nachdrücklich ab. Der Bischof von Seckau (eines Salzburger Suffraganbistums) erklärte, dass in diesem Fall die steirischen Adeligen eine weitere Bindung an den Landesherrn ablehnen würden, es war bereits zu harten und unmissverständlichen Äußerungen gekommen. Albrecht wurde entgegengehalten, dass Ottokar noch Landesherr wäre, wenn er sich beherrscht hätte. Von Albrecht wurde dies mit der Frage quittiert, ob dies eine Kriegserklärung sein solle. Der Streit wurde nicht beigelegt, die Beteiligten schieden in Unfrieden.

## Ablauf
Der Aufstand begann Anfang des Jahres 1292 damit, dass Hartnid von Wildon das Kammergut Albrechts Oberwildon in der Mittelsteiermark verwüstete, noch ehe Albrecht gegenüber die Fehde formell (Absagebriefe) erklärt worden war. Das wurde ihm von seinen eigenen Verbündeten vorgeworfen, weil er sich damit am Privateigentum des Herzogs vergriffen hatte, was als unedel betrachtet wurde. Der Gjajdhof bei Dobl wurde in dieser Phase des Aufstandes erobert.
Ein Bote der Verschwörer war an der Grenze Salzburgs zur Steiermark in Mauterndorf im Lungau mit dem von seiner Reise zum Papst nach Rom (wo er zum Bischof von Salzburg gewählt worden war) zurückgekehrten Salzburger Erzbischof Konrad IV. von Praitenfurt zusammengetroffen. Er informierte diesen so über Albrecht, dass Konrad nicht, wie von ihm zunächst geplant, zu einem versöhnenden Treffen zu Albrecht nach Wien reiste, sondern nach Friesach ging und die weitere Entwicklung abwartete. Friesach war der Verwaltungssitz (Vizedomamt) wichtiger Salzburger Besitzungen in Kärnten und der Obersteiermark.
Ebenfalls zu Jahresbeginn 1292 überschritt eine Truppe von 200 Bayern die steirische Grenze im Ennstal und drang, nachdem sie Admont und dessen Stift erobert und reiche Beute gemacht hatte, über das Paltental, Rottenmann und Leoben in das Murtal vor. Einige Burgen auf diesem Weg wurden erobert, andere (wie Kammern, durch Wulfing von Ehrenfels) freiwillig übergeben.
Bei Bruck an der Mur trafen die Verbündeten erstmals auf starken Widerstand. Sie belagerten vom 15. Februar 1292 bis 3. März 1292 die Stadt erfolglos. Bruck wurde vom Vertrauten und Marschall Albrechts, Hermann von Landenberg, verteidigt. Herzog Albrecht kam trotz tiefen Winters zur Unterstützung. Es wird berichtet, dass 600 Bauern (nach anderen Quellen ein Aufgebot von ein paar tausend oder nur 300) seiner Streitmacht den Weg über den verschneiten Semmering hatten bahnen müssen. Am 2. März 1292 stand er mit seiner Schar bei Kapfenberg, etwa eine Wegstunde nördlich von Bruck. Die Belagerung war am nächsten Tag beendet. Die Aufständischen flohen durch das Murtal nach Westen, Richtung Lungau, Salzburg und Friesach. Der Rückweg über das Ennstal war durch ein Aufgebot von Bauern unter der Führung Admonts versperrt. Es kam noch zu mehreren kleineren Kämpfen, so am 5. März 1292 bei Kraubath bei Knittelfeld und bei Unzmarkt, bei denen steirische Aufrührer gefangen genommen wurden, und bei Judenburg. Im weiteren Verlauf dieser Auseinandersetzungen wurde auch die Wehranlage Baierdorf (Listeneintrag) bei Schöder zerstört, welche für Salzburg den Übergang vom Murtal in das Ennstal über den Sölkpass sicherte. Nach einer anderen Quelle mussten Landenberg und seine Verteidiger zunächst dem Ansturm weichen, sammelten sich aber bei Knittelfeld und siegten gemeinsam mit den Truppen Albrechts.

Die Steiermark im Mittelalter: Hauptschauplatz des Aufstandes war das Gebiet bei Bruck an der Mur (Kartenmitte)

Danach zog Albrecht weiter nach Friesach, das von seinen Truppen eingenommen und zerstört wurde. Dass ein Brand, der um diese Zeit die Burg Deutschlandsberg vernichtete, ebenfalls auf eine Bestrafungsaktion Albrechts zurückzuführen ist, wird in der Literatur zur Diskussion gestellt.

## Ende
Die Verschwörer wurden gefangen genommen oder unterwarfen sich freiwillig. Albrecht erwies sich als großzügiger Sieger. Er bestätigte noch in Kärnten „auf den Ruinen Friesachs“ bei St. Virgil (nach einer anderen Quelle zu St. Veit) am 20. März 1292 die Rechtsstellung der Steiermark (die Landeshandfeste) und traf friedenserhaltende personelle Maßnahmen: Abt Heinrich von Admont wurde abberufen und durch Hartnid (I.) von Stadeck als Landeshauptmann der Steiermark ersetzt. Diese Maßnahmen werden auch „Vergleich von Friesach“ genannt. Das Original seiner Urkunde ist nicht erhalten, ihr Inhalt allerdings durch spätere Urkunden (Vidimus aus 1414 bzw. Transsumpte 1424, 1443 und später) belegt. Der Text der Bestätigungen wich in Details zugunsten Albrechts von den ursprünglichen Texten ab: So war als Erfordernis einer Münzverschlechterung nicht mehr „allgemeine“ Zustimmung, sondern nur die Billigung eines Teils der Betroffenen notwendig und bei den Bestimmungen über eine ungerechtfertigte Gefangenhaltung steirischer Ministerialen war der Schutz des Reichs durch jenen des Landesfürsten ersetzt worden. Die geänderten Textpassagen wurden erst 1339 wieder in ihrer ursprünglichen Fassung herangezogen.
Die Anerkennung der steirischen Forderungen (die Albrecht wenige Monate zuvor noch abgelehnt hatte) trotz seines Sieges wird darauf zurückgeführt, dass er sich bei seiner Kandidatur zur Wahl zum deutschen König den Rücken freihalten wollte. Parallel zur Bekämpfung des Aufstandes liefen Verhandlungen über diese Kandidatur. In deren Rahmen hatte Albrecht bereits Zusagen für den Fall seiner Wahl abgegeben. Albrecht unterlag aber bei der Wahl am 5. Mai 1292 Adolf von Nassau, der nicht zuletzt deswegen gewählt wurde, weil er gegen Albrecht aufgetreten war.
Als letzter Steirer ergab sich Hartnid von Wildon (nach einer Belagerung durch Berthold von Emmerberg) und hatte zum Ausgleich der Schäden von etwa 4000 Mark die Herrschaften Wildon, Eibiswald und Waldstein zu verpfänden. Das Stift Admont, welches beim Heerzug der Bayern und Salzburger verwüstet worden war, erhielt zur Entschädigung von Wulfing von Ehrenfels einen Hof und andere Güter geschenkt. Andere Güter gelangten an die Habsburger: Die Burg Kaisersberg musste nach der Schlacht bei Kraubath an Albrecht übergeben werden. Die Burg Kapfenberg, die von Friedrich von Stubenberg übergeben werden musste, erhielt Friedrich wenig später zurück.
Nach dem Erfolg Albrechts gegen die Aufrührer aus der Steiermark spielten sich weitere Kämpfe hauptsächlich in Kärnten ab.
Ulrich von Heunburg zog sich auf die Burg Griffen der Bamberger Bischöfe in Kärnten zurück, die er durch Bestechung ihrer Verwalter übernehmen hatte können (nach einer anderen Quelle: „in stillem Einverständnis mit den Bambergern“). Von dort aus versuchte er weiterhin, gemeinsam mit Salzburg die Machtposition Albrechts und der Meinhardiner zu hintertreiben. Im Mai 1293 musste aber auch Ulrich von Heunburg seinen Widerstand aufgeben, nachdem er und die in Kärnten um ihn gesammelten verbliebenen Aufständischen durch Herzog Meinhard II. am Wallersberg bei Griffen geschlagen und seine Besitzungen verwüstet worden waren.
Die Differenzen wurden durch den Welser Friedensvergleich vom März 1293 und durch einen Schiedsspruch am 24./25. Mai 1293 in Linz („Congress von Linz“, „Linzer Taidung“, „Frieden von Linz“) vorübergehend beendet. Danach bewahrten im Wesentlichen alle Beteiligten ihre frühere Stellung. Am 11. Juni 1293 schwor Graf Ulrich von Heunburg in Wien Herzog Albrecht die Urfehde. Er hatte danach seinen Wohnsitz als Hüter der dortigen Burg (Burghut) auf zwei Jahre in Wiener Neustadt zu nehmen. Das wird als eine Art „Ausgedinge“ geschildert.
Herzog Otto von Niederbayern entging den Sanktionen. Er kam zwar nicht in den Besitz der Steiermark, aber regierte in Ungarn unabhängig vom Ende des Landsberger Bundes von 1305 bis 1307 als Béla V.
Abt Heinrich von Admont, dessen Rat an Albrecht letztlich die auslösende Ursache für den Aufstand war, wurde im April (oder am 25. Mai) 1297 ermordet. Täter war Durinc Grießer, der Ehemann seiner Nichte und einer seiner ehemaligen Günstlinge, den Abt Heinrich wegen falscher Abrechnungen auf der Burg Strechau hatte gefangensetzen lassen. Abt Heinrich war bereits seit 1285 nur mehr selten in seinem Kloster gewesen und hauptsächlich als Krieger und Staatsmann aufgetreten.

## Auswirkungen
Der Erfolg Albrechts festigte die Habsburgerherrschaft in der Steiermark auf Dauer. Diese wurde damit ein Teil des „Kristallisationskerns“ der späteren habsburgischen Kronländer. Den Aufstieg seines Konkurrenten Adolf von Nassau zum deutschen Herrscher bekam Albrecht zwar durch erneute Unsicherheiten, ein „dicht gesponnenes Gewebe antihabsburgischer Bewegung“ zu spüren, schaffte es aber, durch kooperatives Verhalten (und Misserfolge Adolfs) seine Machtstellung zu behaupten.

Die Habsburger waren zunächst in Österreich und der Steiermark die Nachfolger des Königs Ottokar II. Přemysl

Für die Staatsorganisation Österreichs und der Steiermark war der Sieg Albrechts einer der Gründe, aus denen die Stände in diesen Ländern nicht jene starke Stellung erlangen konnten, die sie in Ungarn und Böhmen bereits Ende des 13. Jahrhunderts hatten. Durch ihre Konspiration gegen den Landesherrn und die dabei bewiesene Bestechlichkeit einzelner Mitglieder verloren die Standesmitglieder weitgehend ihre Stellung als Ratgeber, an ihre Stelle traten die vom Landesherrn bestellten Räte aus dessen näherer Umgebung. Erste Ansätze des Beamtentums in Organen der Zentralverwaltung entstanden. Die Niederlage der Stände war mit ein Anlass für das Ansteigen der landesherrlichen Macht (Hausmacht), die nicht mehr zwingend auf das Wohlwollen des Adels angewiesen blieb. Der Adel wiederum widmete sich verstärkt seiner eigenen Machtbasis, der Grundherrschaft. Dadurch wurden die Bauern stärker abhängig, das Wort „Untertan“ kam auf, es sank der Anteil der frei lebenden Bauern (diese „Altfreien“, sogenannte „Edlinger“ besaßen freies Eigentum an ihren Grundstücken, durften Waffen tragen und hatten eigenen Gerichtsstand).
Dass nach dem Erfolg Albrechts die Grenze der Länder gegen Ungarn in einer Hand blieb, erleichterte Truppenbewegungen in diesem Bereich und trug zur später erfolgreichen Ungarnpolitik der Habsburger bei.
Albrecht hatte sich vorerst auch gegen den Salzburger Erzbischof durchgesetzt, der die Unruhen unterstützt hatte. Allerdings blieben die Salzburger Erzbischöfe nicht nur in der Steiermark weiterhin Gegenspieler der Habsburger: So bestanden im Sommer 1292 Bündnisse gegen Albrecht, deren Partner neben Otto aus Niederbayern, der Patriarch von Aquileia und der König von Böhmen waren. Die Spannungen zwischen Salzburg und den Habsburgern blieben bestehen, auch Bayern zeigte 1294 eine feindselige Haltung und 1295/96 kam es erneut zu einem Adelsaufstand, diesmal in den österreichischen Landen. Der Streit zwischen Albrecht und den Salzburger Erzbischöfen war erst 1298 nach längeren Vorberatungen, einer Ermahnung des Papstes an Albrecht und weiteren kriegerischen Auseinandersetzungen wie der Belagerung von Radstadt und der Zerstörung der Saline in Gosau durch einen „Ermüdungsfrieden“ beendet (Wiener Vertrag vom 24. September 1297).
Manche Unklarheiten zwischen den Salzburger Erzbischöfen und den Habsburgern blieben auch danach bestehen. Die Rechtsstellung der Salzburger Gebiete in der Steiermark wurde in staatsrechtlicher Hinsicht erst durch den Rezess von Wien 1535 zugunsten der Habsburger geklärt. In der Organisation der römisch-katholischen Kirche gehört die Steiermark auch im 21. Jahrhundert zur Kirchenprovinz Salzburg, obwohl weite Teile der Steiermark näher zu Wien liegen.